# ماچیژش
ماچیژش (به لاتین: Macierzysz) یک روستا در لهستان است که در گمینا اوژاروف مازوویتسکی واقع شده‌است.